# Теннілл (Джорджія)
Теннілл (англ. Tennille) — місто (англ. city) в США, в окрузі Вашингтон штату Джорджія. Населення — 1469 осіб (2020).

## Географія
Теннілл розташований за координатами 32°56′12″ пн. ш. 82°48′48″ зх. д. / 32.93667° пн. ш. 82.81333° зх. д. (32.936563, -82.813233).  За даними Бюро перепису населення США в 2010 році місто мало площу 4,62 км², з яких 4,59 км² — суходіл та 0,04 км² — водойми.

## Демографія
Згідно з переписом 2010 року, у місті мешкало 1539 осіб у 625 домогосподарствах у складі 402 родин. Густота населення становила 333 особи/км².  Було 801 помешкання (173/км²).
Расовий склад населення:
| - 63,2 % — чорних або афроамериканців - 33,8 % — білих - 0,6 % — азіатів - 0,1 % — корінних американців |

До двох чи більше рас належало 1,8 %. Частка іспаномовних становила 1,2 % від усіх жителів.
За віковим діапазоном населення розподілялося таким чином: 28,0 % — особи молодші 18 років, 56,3 % — особи у віці 18—64 років, 15,7 % — особи у віці 65 років та старші. Медіана віку мешканця становила 37,4 року. На 100 осіб жіночої статі у місті припадало 83,4 чоловіків;  на 100 жінок у віці від 18 років та старших — 72,6 чоловіків також старших 18 років.
Середній дохід на одне домашнє господарство  становив 36 905 доларів США (медіана — 28 750), а середній дохід на одну сім'ю — 44 950 доларів (медіана — 33 897). Медіана доходів становила 42 045 доларів для чоловіків та 27 386 доларів для жінок. За межею бідності перебувало 36,7 % осіб, у тому числі 57,9 % дітей у віці до 18 років та 25,3 % осіб у віці 65 років та старших.
Цивільне працевлаштоване населення становило 526 осіб. Основні галузі зайнятості: освіта, охорона здоров'я та соціальна допомога — 27,0 %, роздрібна торгівля — 13,7 %, виробництво — 11,8 %.